# Европско првенство у атлетици на отвореном 1938 — маратон за мушкарце
Маратонска трка у мушкој конкуренцији на 2. Европском првенству у атлетици 1938. у Париз одржана је 4. септембра.
Титулу освојену у Торину 1934, није бранио Армас Тојвонен из Финске.

## Земље учеснице
Учествовало је 15 такмичара из 9 земаља.
1. Белгија (2)
2. Италија (2)
3. Мађарска (1)
4. Немачка (2)
5. Уједињено Краљевство (2)
6. Финска (1)
7. Француска (2)
8. Швајцарска (2)
9. Шведска (1)

## Победници
|                       |                                    |                     |
| Вејне Мујнонен Финска | Сквајер Јароу Уједињено Краљевство | Хенри Палме Шведска |

## Резултати

### Финале
| Место | Атлетичар            | Земља                | Резултат  | Бел.     |
| ----- | -------------------- | -------------------- | --------- | -------- |
|       | Вејне Мујнонен       | Финска               | 2.37:28,8 | РЕП, ЛРС |
|       | Сквајер Јароу        | Уједињено Краљевство | 2.39:03,0 | ЛРС      |
|       | Хенри Палме          | Шведска              | 2,42:13,6 | ЛР       |
| 4.    | Морис Waltispurger   | Француска            | 2:44:28,0 | ЛР       |
| 5.    | Ерих Пух             | Немачка              | 2:45:08,8 | ЛР       |
| 6.    | Ојген Берч           | Немачка              | 2:58:45,0 | ЛР       |
| 7.    | Дезир Лериш          | Француска            | 2:48:21,6 | ЛР       |
| 8.    | Умберто де Флорентис | Италија              | 2:49:29,6 | ЛР       |
| 9.    | Ђовани Балбусе       | Италија              | 2:50:40,4 | ЛР       |
| 10.   | Феликс Мескенс       | Белгија              | 2:51:15,0 | ЛР       |
| 11.   | Ернст Мајер          | Швајцарска           | 2:54:28,0 | ЛР       |
| 12.   | Јожеф Мучи           | Мађарска             | 3:03:14,6 | ЛР       |
| 13.   | Франсис О’Саливан    | Уједињено Краљевство | 3:05:06,4 | ЛР       |
| 14.   | Жан Мути             | { Швајцарска         | 3:07:25,4 | ЛР       |
| —     | Роберт Нефенс        | Белгија              | НЗ        |          |

## Укупни биланс медаља у маратону за мушкарце после 2. Европског првенства 1934—1938.
|    | Земља                | Злато | Сребро | Бронза | Укупно |
| -- | -------------------- | ----- | ------ | ------ | ------ |
| 1. | Финска               | 2     | 0      | 0      | 2      |
| 2. | Шведска              | 0     | 1      | 1      | 2      |
| 3. | Уједињено Краљевство | 0     | 1      | 0      | 1      |
| 4  | Италија              | 0     | 1      | 0      | 1      |
|    | Укупно {4}           | 2     | 2      | 2      | 6      |

|                                       | Атлетичар                             | Земља                                 | Злато                                 | Сребро                                | Бронза                                | Укупно                                |
| Није био вишеструких освајача медаља. | Није био вишеструких освајача медаља. | Није био вишеструких освајача медаља. | Није био вишеструких освајача медаља. | Није био вишеструких освајача медаља. | Није био вишеструких освајача медаља. | Није био вишеструких освајача медаља. |
| ------------------------------------- | ------------------------------------- | ------------------------------------- | ------------------------------------- | ------------------------------------- | ------------------------------------- | ------------------------------------- |